# 止め輪
止め輪（とめわ、英：Retaining_ring、リテーニングリング、サークリップまたはスナップリングとも呼ばれる）とは、穴または軸に加工した溝にはめ込み、隣接する部品を固定するファスナーの一種。溝からはみ出している板幅部分が部品の固定を可能にしている。

## 特徴
止め輪は、その他ファスナーに比べて以下の利点がある。
- 部品1つあたりに必要な材料が少ない。
- 製品全体の軽量化を達成する。
- 止め輪を嵌め込む溝を穴または軸に加工するだけでよいため、廃棄物・生産コストを削減する。

## 種類
止め輪は大きく分けて3種類存在する。
- 偏心型止め輪
  - スラスト方向取り付けタイプ
  - ラジアル方向取り付けタイプ
  - 溝加工不要タイプ
  - ベベル型・湾曲型止め輪
- 同心型止め輪
- スパイラルリング（巻き止め輪）
  - 単巻タイプ
  - 二重巻タイプ
  - 多重巻タイプ

## 偏心型止め輪
偏心型止め輪は、板幅が先端部にかけて細くなっているのが特徴であり、装着時には溝壁と先端のギャップ部を除いて、すべての面で接触している。
スラスト方向取り付けタイプ
穴および軸に加工した溝に平行して取り付けるタイプ。先端のラグ部が留めとして機能し、固定力を高める。重荷重に対応
ラジアル方向取り付けタイプ
軸に加工した溝に垂直方向に取り付けるタイプ。低荷重用。スラスト方向取り付けタイプよりも安価であり、製品要件によっては、スラスト方向取り付けタイプの代替品として使用可能。
溝加工不要タイプ
溝を加工する必要なく取り付けが可能なため、対応荷重は低い。一度取り付けると、取り外しは困難。
ベベル型・湾曲型止め輪
ベベル型止め輪は、止め輪外周部（穴用の場合）または内周部（軸用の場合）に15°からなる角度が加工されている点が特長。止め輪を嵌め込む溝にも対応する角度を加工することで、止め輪が溝にぴったりと嵌り、固定部品との間に隙間が生じず、固定部品が軸方向へと動く「アソビ」の発生を防ぎ、それに伴う騒音・振動などを防ぐ。
湾曲型止め輪は、止め輪がアーチ状となっているため、止め輪に荷重がかかる際には、荷重を押し返すよう機能する。構成部品の累積公差を補うのが特徴。

## 同心型止め輪
同心型止め輪は、どの面をとっても板幅が一定となっているのが特徴であり、装着時には止め輪が楕円形の形状となり、溝壁と3点でのみ接触している。また、ラグ部も存在しないため、構成部位にスペースを確保するが、その分偏心型止め輪に比べて固定力は劣る。偏心型止め輪と比べて単価は低い。

## スパイラルリング
スパイラルリングは、360°すべての面で溝壁と接触しており、また巻数を変えるだけで、軽荷重から重荷重と幅広い荷重条件にも対応。プレス加工とは異なり、板状鋼線をコイリングする生産方法であるため、プレス加工品のようなバリなどの発生がなく、また金型を設計する必要もないため、金型設計費用がかからない。プレス加工に比べ、生産過程での材料のムダがないため、サイズ・材質によってはコストを大きく削減することが可能。C型止め輪のようなラグ部が存在しないため、構成部位のスペース確保に最適。

## 材質
炭素鋼（カーボンスプリングスチール）製が一般的であるが、耐食性、硬度などの要件によってはステンレス鋼、ベリリウム銅、インコネル製なども使われる。

## 表面処理
保存期間・耐食性を高めるため、大きく分けて4種類の表面処理がある。
- リン酸塩皮膜処理
  - リン酸塩のみ（保存期間の延長）
  - リン酸塩とオイル（8時間に及ぶ耐塩水噴霧性を付加）
  - コーティング付きリン酸塩
  - 重リン酸塩とオイル（72時間に及ぶ耐塩水噴霧性を付加）
- 六価クロム皮膜処理
  - 亜鉛めっき光沢付き（48時間に及ぶ耐塩水噴霧性を付加）
  - 亜鉛めっき（96時間に及ぶ耐塩水噴霧性を付加）
  - コーティング付き亜鉛めっき二クロム酸塩（240時間に及ぶ耐塩水噴霧性を付加）
  - コーティング付き重亜鉛めっき二クロム酸塩（480時間に及ぶ耐塩水噴霧性を付加）
- 三価クロム皮膜処理
  - 亜鉛めっき三価クロム（96時間（白さび）/240時間（赤さび）に及ぶ耐塩水噴霧性を付加）
- その他コーティング
  - オイル皮膜（保存期間の延長）

## 止め輪製造業者
- 株式会社羽島板バネ製作所
- 京浜金属工業株式会社（英文名：Keihin Metal CO.,LTD.）
- 株式会社オチアイ（英文名：Ochiai Co.,Ltd.）
- 松村綱機株式会社（英文名：Matsumura-Kohki Co.,Ltd.）
- Rotor Clip Company, Inc
- 大陽ステンレススプリング株式会社（英文名：TAIYO STAINLESS SPRING CO.,LTD.）
- 特殊発條興業株式会社（英文名：TOKUHATSU CO.,LTD.）
- 株式会社大洋発條製作所（英文名：THS SPRING CO.,LTD.）